# Sint-Kastorkerk (Treis-Karden)
De Sint-Kastorkerk (St. Castor) is een voormalige stiftskerk in de Duitse plaats Karden. Het imposante kerkgebouw wordt ook wel Moseldom genoemd.

## Bouwgeschiedenis
Op de fundamenten van een Karolingische kerk werd in het jaar 1183 met de romaanse bouw van een koor met apsis, flanktorens en dwarsschip begonnen. Het schip met het middenschip en de lagere zijschepen tonen reeds de eerste kenmerken van de beginnende gotiek. Het oudste deel is de westelijke toren met de soms wel 1,20 meter sterke buitenmuren. De toren werd in het jaar 1699 boven de klokkenstoel met twee verdiepingen verhoogd en kreeg toen een barokke bekroning. Er werd geen weerhaan op de spits geplaatst, maar de ster van de heilige Driekoningen. De bovendorpel van het buitenportaal aan de zuidzijde dateert uit 1121 van de vorige bouw en werd geïntegreerd in de nieuwbouw. De deur van het noordelijk portaal is, net als die van het zuidelijk portaal, gemaakt van zeer oud dennenhout en voorzien van ijzerbeslag. Ooit voerde deze deur naar de voormalige kruisgang, waarvan een deel tegenwoordig als sacristie wordt gebruikt.

## De schrijn van Sint-Kastor
De kerk is gewijd aan Kastor van Karden. De heilige Kastor werkte rond het jaar 400 als missionaris in Karden. In een romaanse zijkapel in de noordelijke flanktoren van het koor staat de reliekschrijn waarin de relikwieën van deze patroonheilige worden bewaard. De gotische schrijn is 15e-eeuws; hij werd in de 19e eeuw gerestaureerd en staat in een open smeedijzeren tombe, gemaakt door Felix Vallendar in 1954. Tijdens de feestdag van Sint-Kastor op 13 februari wordt de schrijn met de relieken in een processie door de kerk gedragen. Uit een document van 1790 weet men dat de schrijn vroeger omhooggehouden werd en gelovigen er met gebogen hoofd onder door moesten lopen. De schrijn bevat tegenwoordig nog maar enkele reliekdeeltjes van Kastor. Toen in het jaar 838 de Sint-Kastorkerk te Koblenz voltooid werd, liet de aartsbisschop grote delen van de relieken, waaronder het hoofd, van Karden naar Koblenz brengen. Een arm bleef achter en voor deze arm werd de schrijn gemaakt. Hiervan werd later nog een deeltje aan de Sint-Kastorkerk te Weiler geschonken. In de onrustige periode van de Franse Revolutie werden de relieken verwijderd om plundering te voorkomen, zodat de Franse troepen een lege schrijn aantroffen. Aangenomen wordt dat de stiftsheren de armrelikwie op een zeer goede plek hebben verborgen, want alhoewel er veel is gezocht en vele nissen werden geopend is er nooit meer een spoor van de relieken teruggevonden. In het begin van de 19e eeuw schonk Koblenz drie kleine reliekdelen aan Karden terug. Deze relieken worden tegenwoordig in een kleine houten schrijn bewaard die in de grote schrijn is geplaatst.

## Interieur

### Hoogaltaar

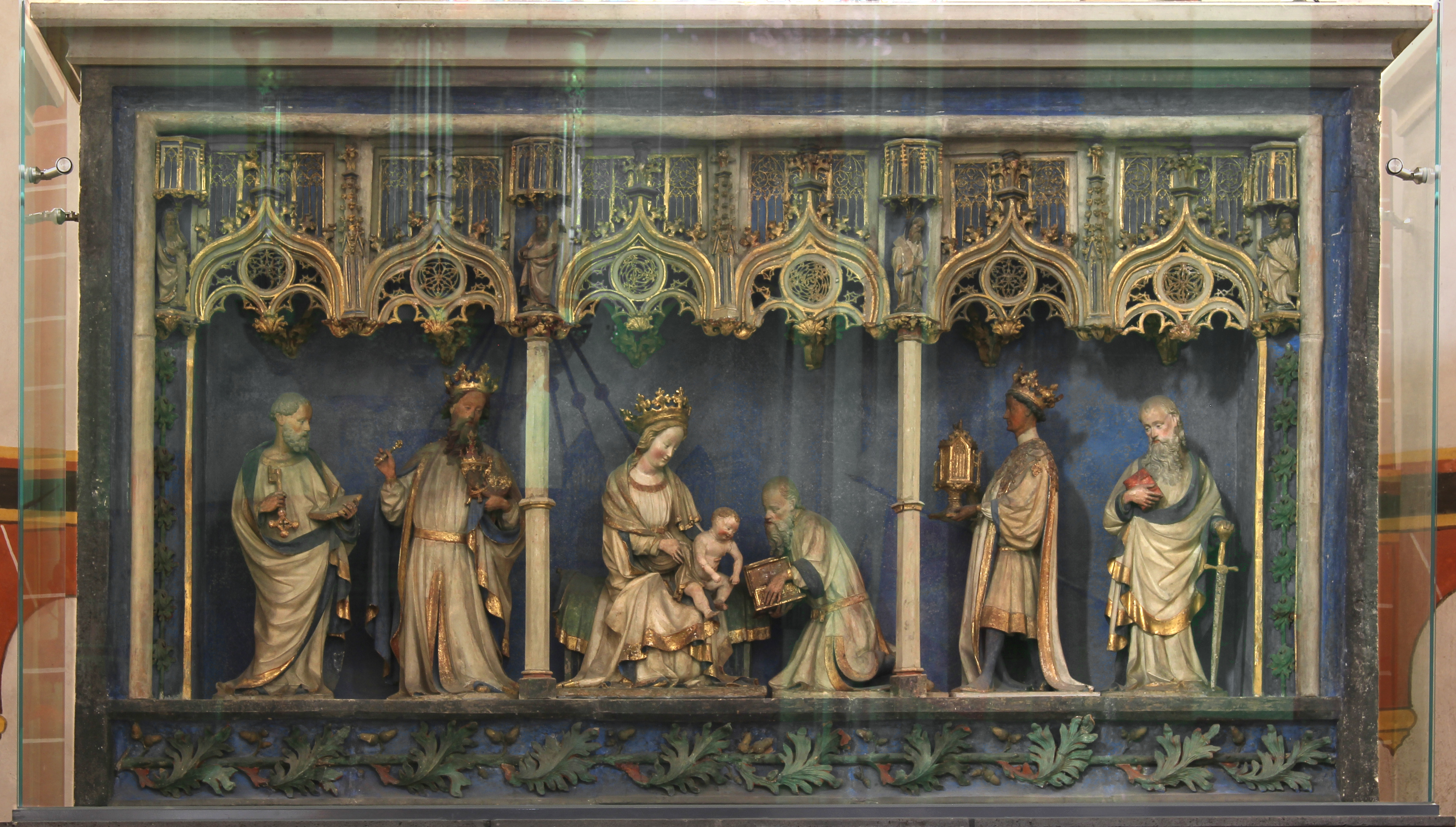
Retabel van het hoogaltaar

Het terracottaretabel van het hoogaltaar is een belangrijk meesterwerk uit de eerste helft van de 15e eeuw. Met een breedte van 2,74 meter, een hoogte van 1,58 meter en een diepte van 66 centimeter is het een van de weinige overgebleven middeleeuwse altaren in Duitsland met beelden van gebakken klei. De voorstelling betreft de drie koningen, de wijzen uit het morgenland, die het Kind van Bethlehem mirre, wierook en goud brengen. Ongewoon voor een scène van de aanbidding der Wijzen is de aanwezigheid van de beide apostelen Petrus en Paulus.

### Zijaltaren
In het zuidelijke zijschip staat het Stefanusaltaar. Het altaar zelf werd al in 1295 gewijd, de renaissance bovenbouw met centraal een reliëf van de steniging van Stefanus werd in 1628 gemaakt. Sinds cirka 1630 staat in het noordelijke zijschip het Johannesaltaar. Het werd vervaardigd uit de middelen van een erfenis van de op 31 mei 1629 overleden decaan Eberhard Escher. In het centrale reliëf van Christus' verrijzenis kreeg in de linkerhoek ook de erflater (met gebedssnoer) een plek.

### Muurtabernakel
In 1634, tijdens de Dertigjarige Oorlog, lieten de stiftsheren een nieuw muurtabernakel in een sacramentsnis van een oude pijler bouwen. De deuren worden geflankeerd door marmeren zuilen en beelden van de hogepriesters Melchizedek en Aäron. Boven de deuren van het tabernakel bevindt zich een reliëf van het Laatste Avondmaal met het opschrift ecce panis angelorum. Het 2,26 meter hoge bij 1,25 brede tabernakel wordt bekroond met het wapenschild van de schenker van het tabernakel, waarboven twee knielende engelen een monstrans vasthouden.

### Wijnstok-schilderij
In de kerk hangt een 17e-eeuws schilderij met een gekruisigde Christus. Boven in het schilderij is de tekst (Ich) bin der wahre Weinstock und mein Vatter ist der Ackermann und ir seidt die Weinreben, bleibt ihr in mir; so brengt ir vil fru(ht). Links en rechts van het kruis ontspruiten wijnranken waarin de afbeeldingen van de twaalf apostelen zijn aangebracht. Aan de stam van het kruis staan geflankeerd door heiligen God de Vader met een houweel en de Moeder Gods, water uit een kan gietend. Achter deze voorstelling zweeft een band met de woorden: der Vatter macht lebe(n)dich; Maria macht fruchtbar. Het schilderij lag vele jaren op een vergeten plek in de kerk en werd in 1956 opnieuw ontdekt.

### Kansel

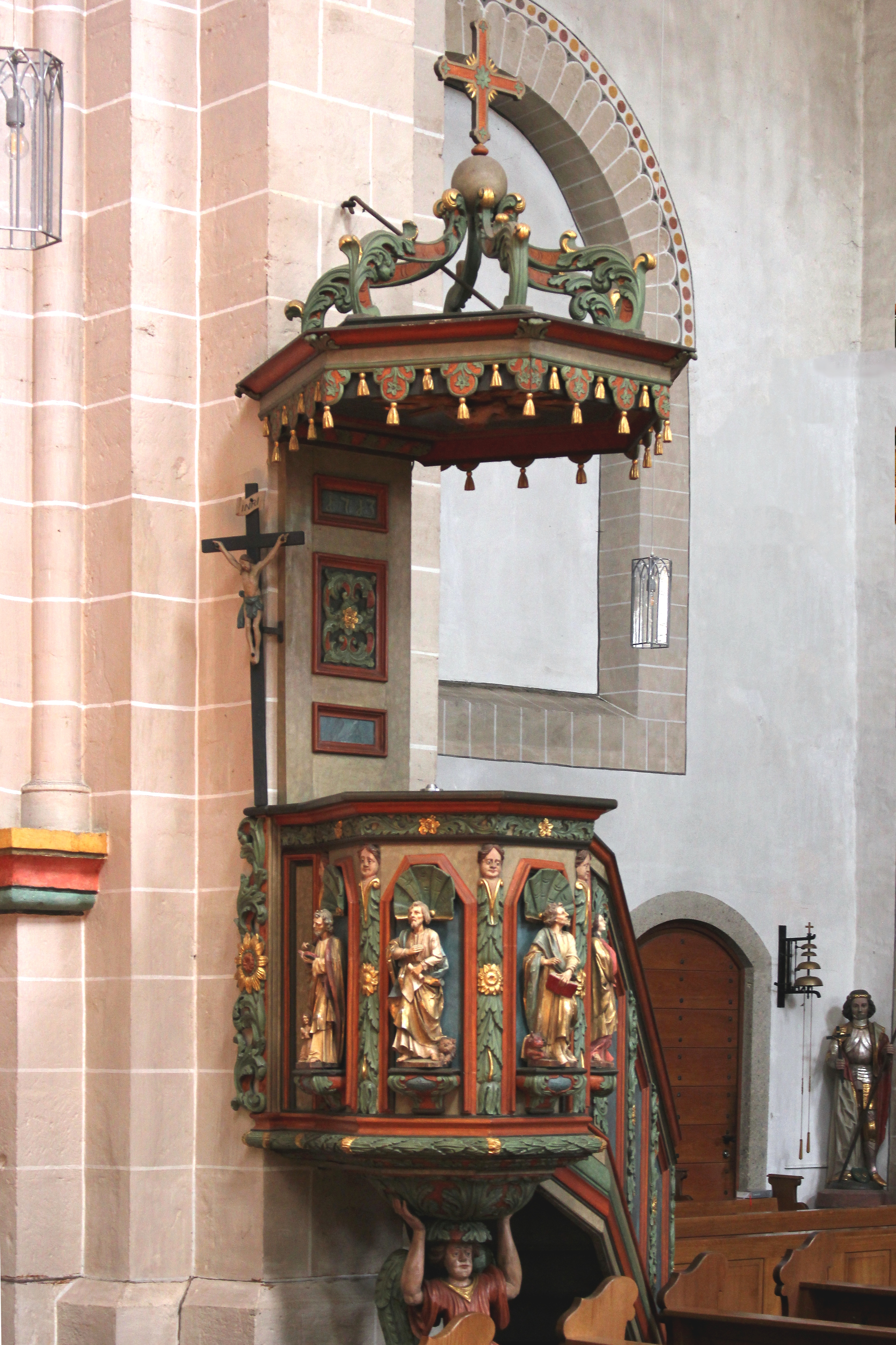
Kansel

De kleurrijke kansel uit 1713 staat sinds 1957 in de Kastorkerk. Tijdens de secularisatie ging de kansel van het Kardense stift onder de hamer. De vervangende neogotieke kansel vond men echter niet in de Kastorkerk passen. Bij toeval hoorde de toenmalige pastoor Dechant Brühl dat de parochie van Dahmen, een dorp in de Hoge Eifel, haar barokke kansel wilde verkopen. Van de parochiekerk stonden na de verwoestingen van de Tweede Wereldoorlog nog slechts enkele resten en het barokke preekgestoelte lag onder het puin. Omdat men in Dahnen een nieuwe kerk wilde bouwen, meende men dat het barokke preekgestoelte er niet meer zou passen. Pastoor Dechant Brühl liet de beschadigde kansel restaureren.

### Grafleggingsmonument
In het noordelijk zijschip bevindt zich een grafleggingsgroep met levensgrote beelden. De beeldengroep stamt uit de tweede helft van de 17e eeuw. 

### Doopvont
Op de begane grond in de toren staat het grote laatromaanse doopvont. Of het doopvont altijd in de Sint-Kastorkerk stond is niet te bepalen. Rond het doopvont bestaat een volksverhaal dat het doopvont oorspronkelijk uit de Onze-Lieve-Vrouwekerk (Liebfrauenkirche) afkomstig is. Tijdens de bezetting van de Franse revolutietroepen rond 1800, een periode waarin veel kerken en kloosters werden gesloten en afgebroken, werd in een edict bepaald dat de aanwezigheid van het doopvont bepaalde of de kerk mocht blijven staan. Aangezien de bouwvallige Onze-Lieve-Vrouwekerk de doopkerk was en de Sint-Kastor een stiftkerk waar niet werd gedoopt, leek het lot bezegeld voor de Moseldom. De inwoners van Karden zonnen op een list om de afbraak van de Kastorkerk te voorkomen en organiseerden een groot feest voor de Franse bezettingstroepen. Het feest had een vrolijk verloop en de wijn vloeide rijkelijk op de kosten van de gemeentekas. Tot diep in de nacht vermaakten de soldaten zich met de meisjes en vrouwen van Karden. Op een afgesproken teken verlieten een aantal mannelijke inwoners het feestterrein en begaven zich naar de Onze-Lieve-Vrouwekerk om het loodzware doopvont op ronde palen naar de Sint-Kastorkerk te rollen. Tijdens het vervoer braken echter enkele voetzuilen af, die in de haast door enkele zuilen uit de blindnissen van het kerkschip werden vervangen. Het feest ging door tot het ochtendgloren en het doopvont stond inmiddels in de Sint-Kastorkerk, alsof het er altijd had gestaan. De volgende dag bepaalde een commissie dat de Sint-Kastorkerk op grond van de aanwezigheid van het doopvont de hoofdkerk van Karden moest zijn. De Onze-Lieve-Vrouwekerk werd afgebroken en tot op de dag van vandaag zijn de merkwaardige op kapiteeltjes rustende voetzuiltjes van het doopvont in de Kastorkerk te zien.

### Kruisgangkapel
In de kruisgangkapel staat een vleugelaltaar uit de 16e eeuw. Het kunstwerk wordt aangeduid als Broy-altaar, omdat het werd geschonken door de beide broers Cuno en Georg Broy, ter nagedachtenis aan hun ouders. Het geopende altaar toont op het centrale paneel de opstanding van Christus, op de linker deur is de heilige Kastor met een knielende vader Broy en zijn beide zonen afgebeeld, op de rechter deur de moeder van de beide broers die knielt voor een "Anna te Drieën-voorstelling. In de kruisgangkapel staat eveneens een beeld van Anna te Drieën.

## Afbeeldingen

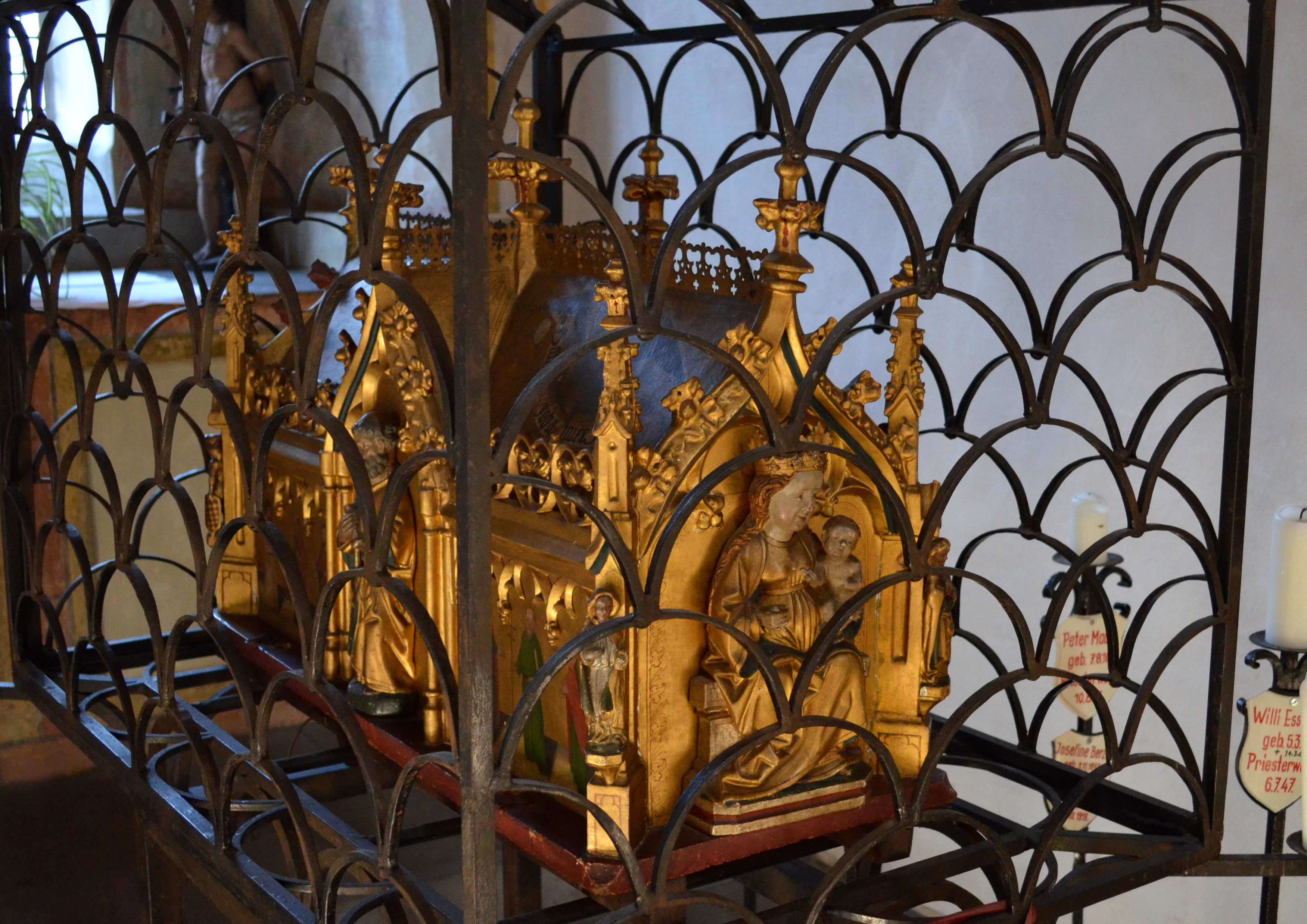
Kastorschrijn
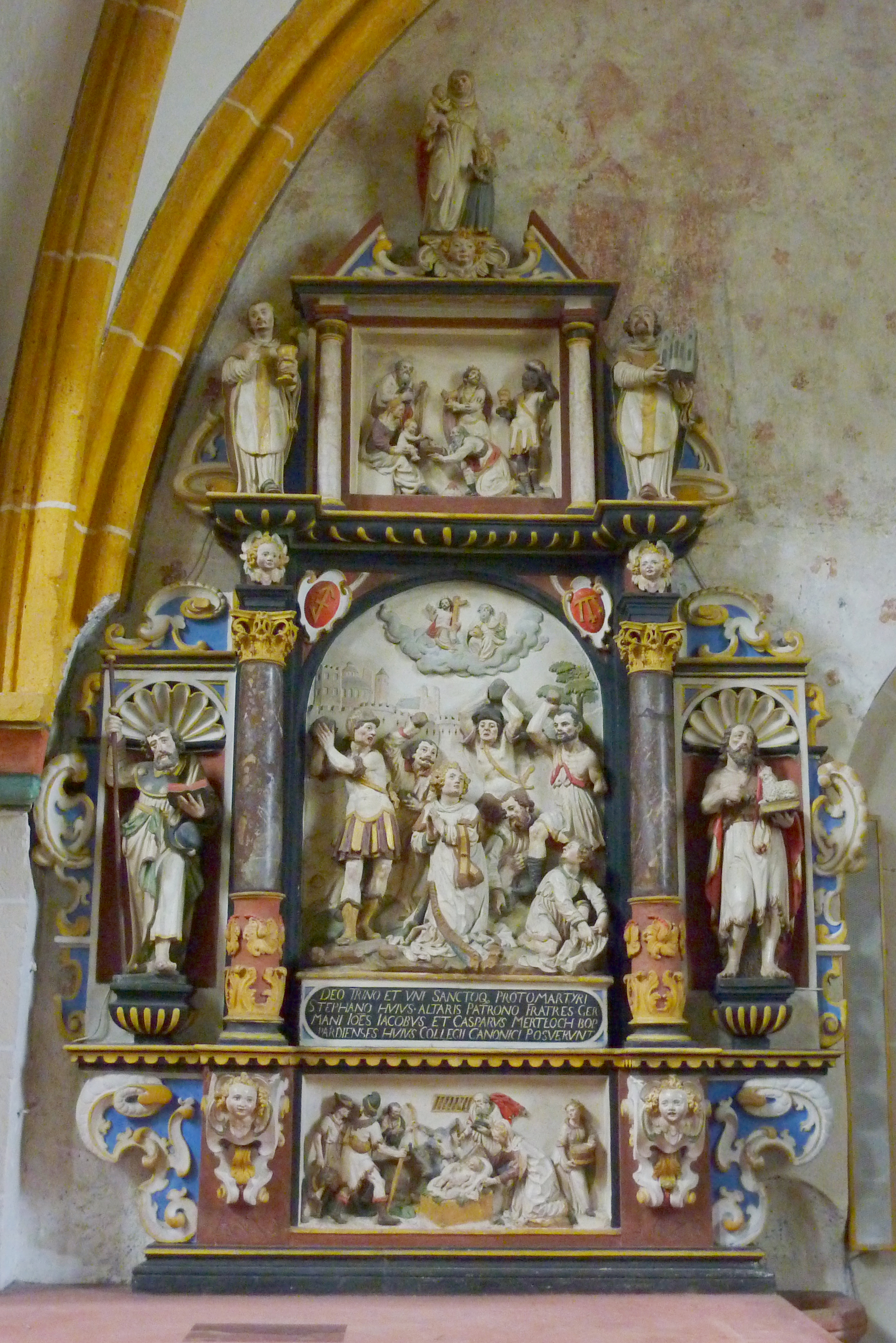
Stefanusaltaar
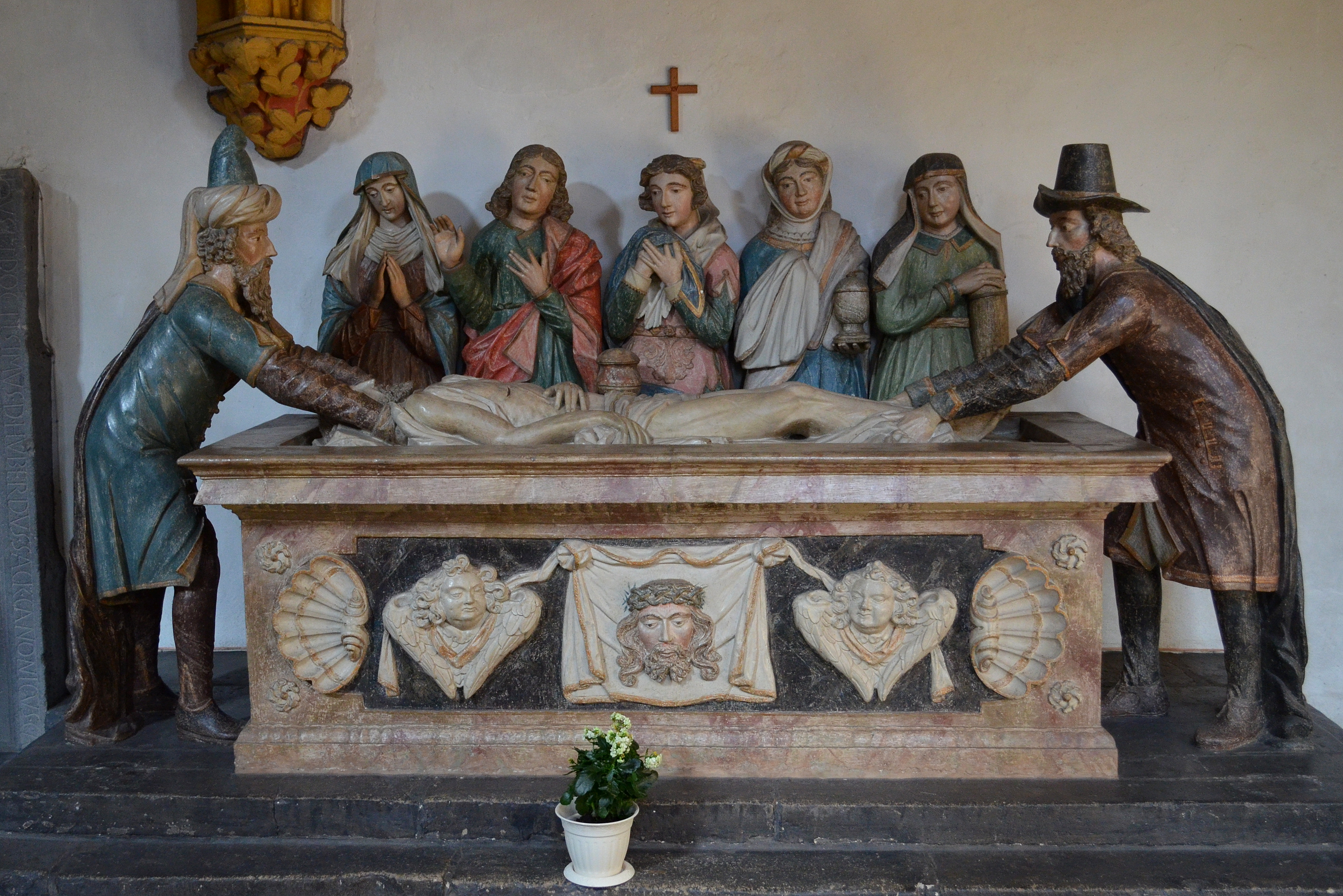
Grafleggingsgroep
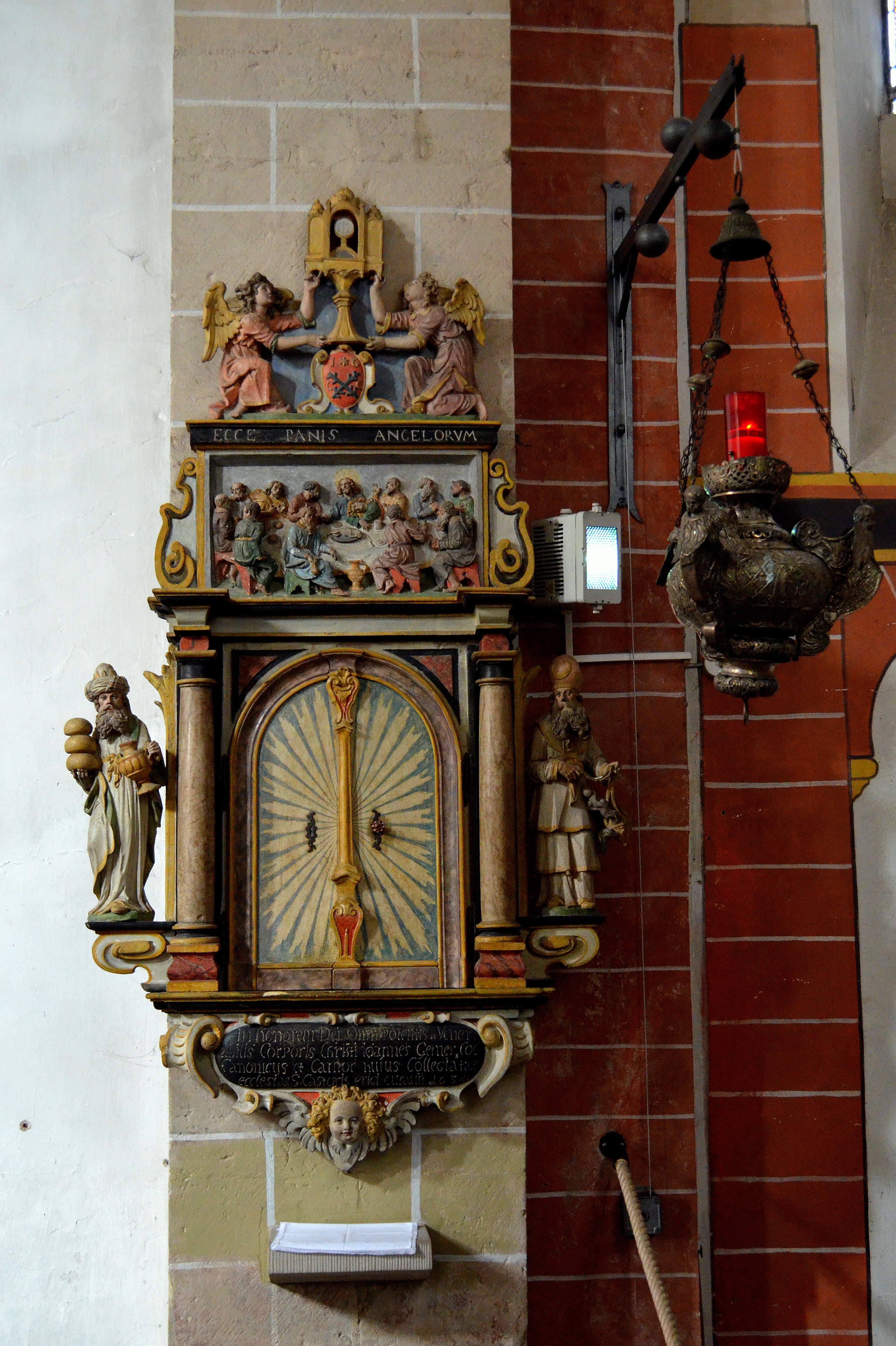
Muurtabernakel
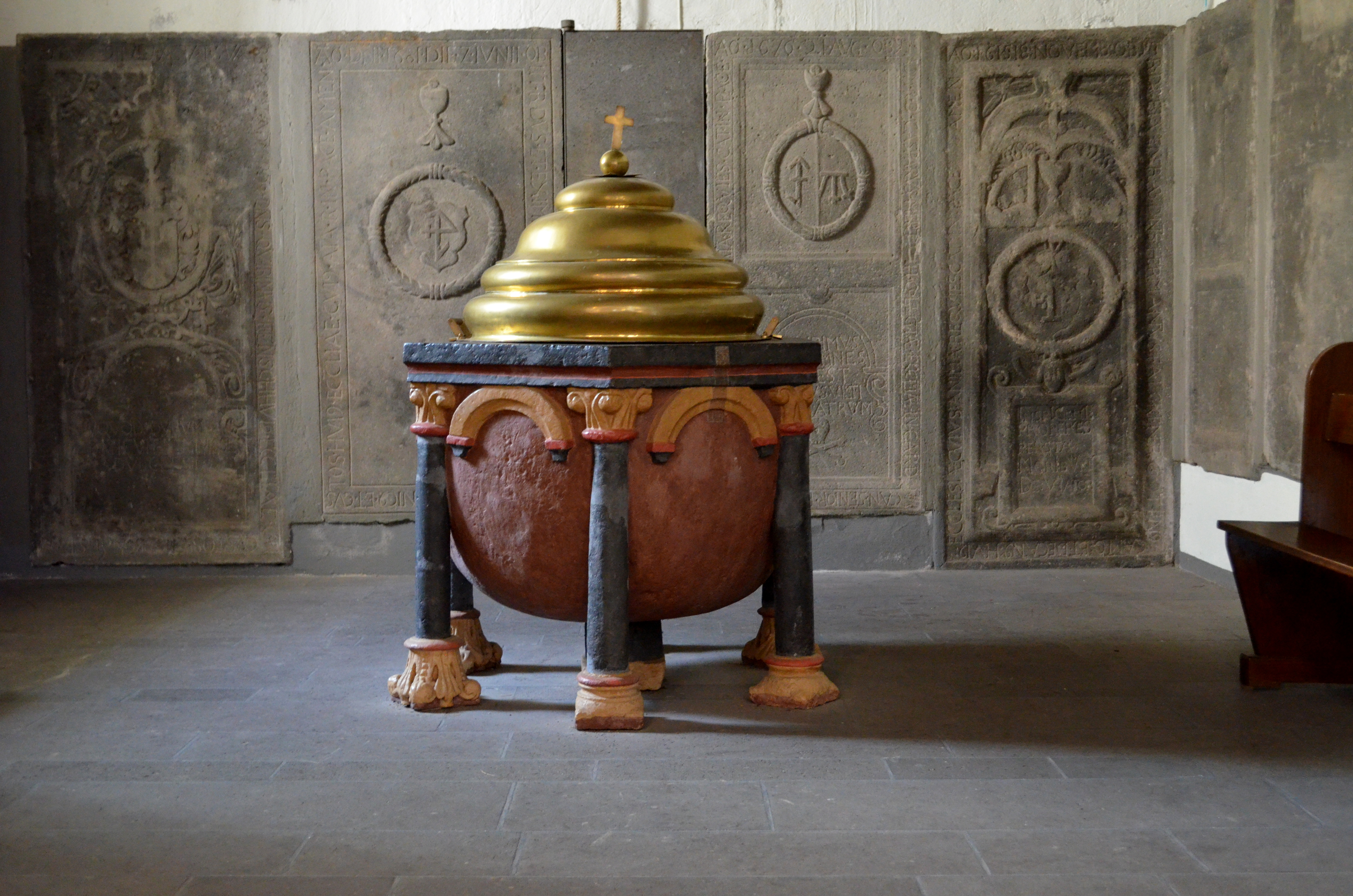
Doopvont
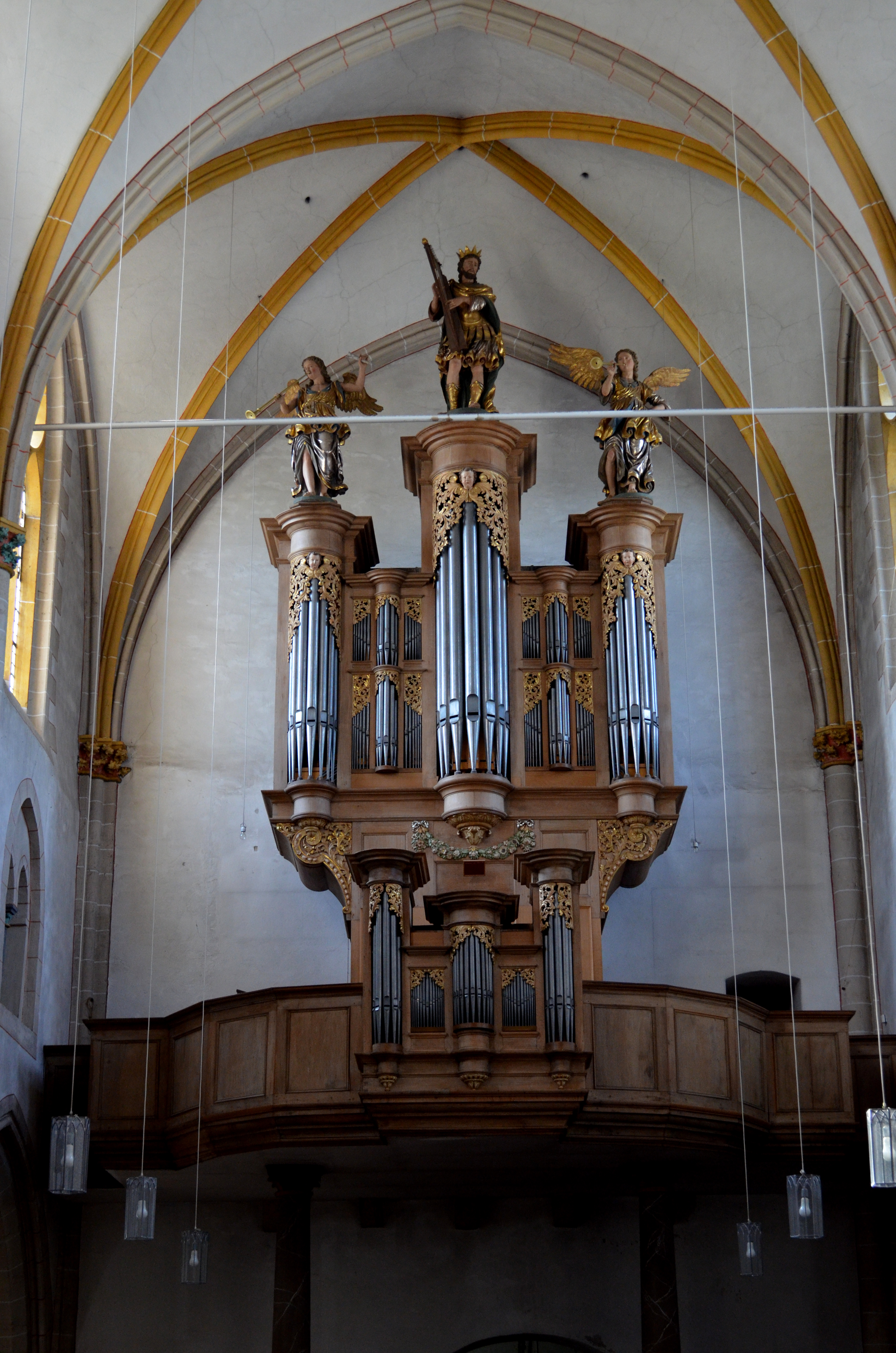
Stumm-orgel
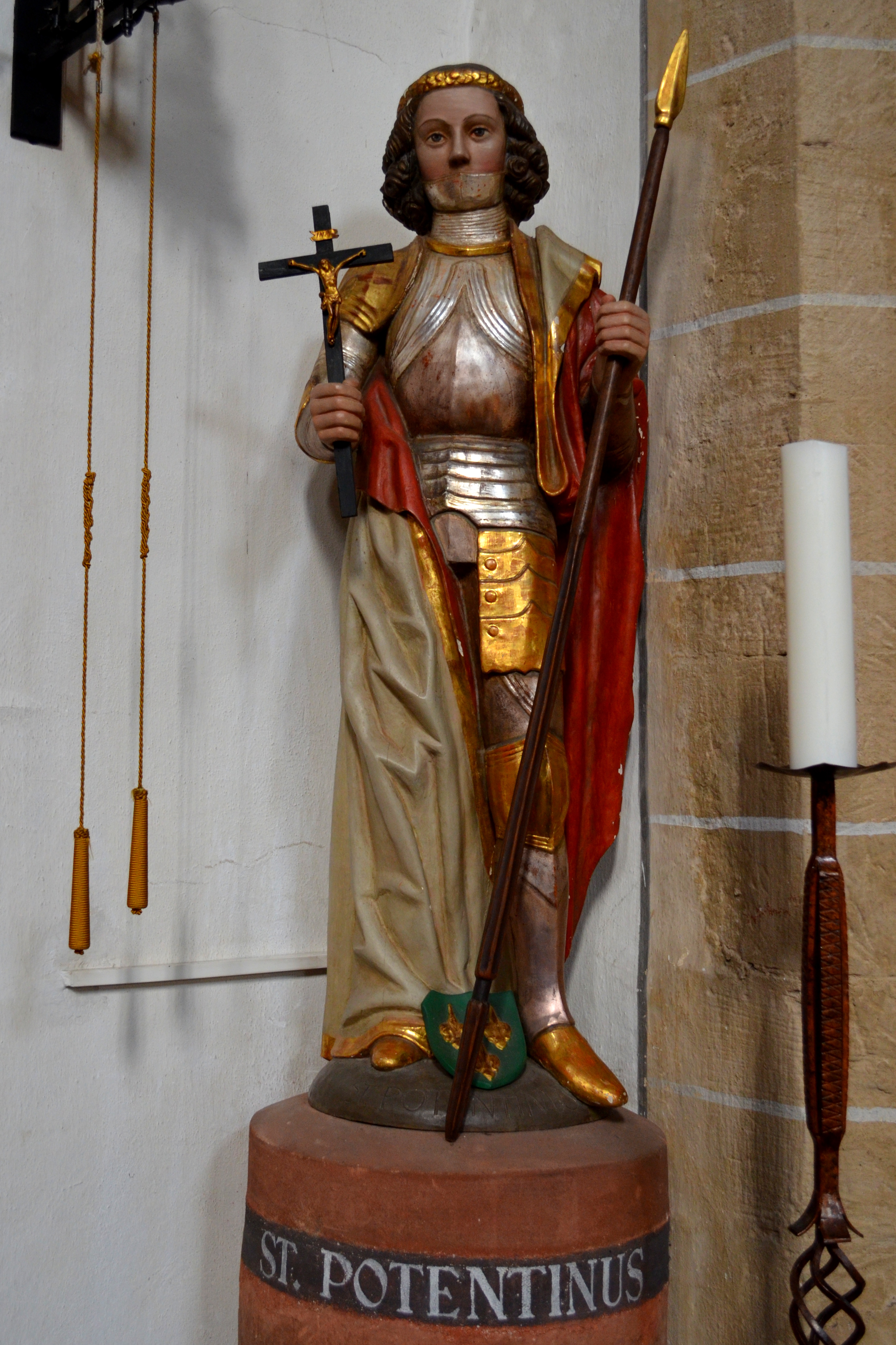
Beeld Sint-Potentinus